# Vygandas Laugalys
| 124192 Moletai | 26 luglio 2001   |
| 627981 Ponzoni | 8 dicembre 2012  |
| 634659 Colombo | 23 febbraio 2012 |

Vygandas Laugalys (Vilnius, 17 gennaio 1972) è un astronomo lituano.
Laureatosi in astrofisica alla facoltà di fisica dell'Università di Vilnius nel 1995, ha poi lavorato presso l'istituto di fisica teorica e astronomia della stessa università conseguendo il dottorato in astrofisica nel 2009.
Il Minor Planet Center gli accredita la scoperta dell'asteroide 124192 Moletai effettuata il 26 luglio 2001 in collaborazione con Kazimieras Černis. e dell'asteroide 627981 Ponzoni effettuata l'8 dicembre 2012 in collaborazione con Richard P. Boyle.